# Аватар (франшиза)
Аватар (енгл. Avatar) франшиза је део планиране серије научнофантастичних филмова које продуцира Камеронов Lightstorm Entertainment, а дистрибуира 20th Century Studios, као и повезаних рачунарских игара и тематских паркова.
Први део, Аватар, приказан је 18. децембра 2009. и био је филм са највећом зарадом свих времена скоро десет година након приказивања. Планирану серију најавио је 20th Century Fox 11. децембра 2009, седмицу пре него што је Аватар пуштен у биоскопе. 20th Century Fox је потврдио серију 15. јануара 2010.
Као и оригинални филм, четири планирана наставка су „потпуно инкапсулирала” самосталне заплете који „долазе до сопствених закључака”. Четири филма имају свеобухватан метанаратив који их повезује како би створили велику међусобно повезану сагу. Џејмс Камерон је описао наставке као „природно проширење свих тема, ликова и духовних токова” првог филма.
Франшиза Аватар је једна од најскупљих франшиза икада направљених, са комбинованим буџетом првог филма и његова четири наставка процењен на милијарду долара.

## Филмови
| Филм             | Година | Режија        | Сценарио                                | Прича         | Продуцент                  | Статус         |
| ---------------- | ------ | ------------- | --------------------------------------- | ------------- | -------------------------- | -------------- |
| Аватар           | 2009.  | Џејмс Камерон | Џејмс Камерон                           | Џејмс Камерон | Џејмс Камерон и Џон Ландау | Приказан       |
| Аватар: Пут воде | 2022.  | Џејмс Камерон | Џејмс Камерон и Џош Фридман             | Џејмс Камерон | Џејмс Камерон и Џон Ландау | Постпродукција |
| Аватар 3         | 2024.  | Џејмс Камерон | Џејмс Камерон, Рик Џафа и Аманда Силвер | Џејмс Камерон | Џејмс Камерон и Џон Ландау | Постпродукција |
| Аватар 4         | 2026.  | Џејмс Камерон | Џејмс Камерон и Шејн Салерно            | Џејмс Камерон | Џејмс Камерон и Џон Ландау | Препродукција  |
| Аватар 5         | 2028.  | Џејмс Камерон | Џејмс Камерон                           | Џејмс Камерон | Џејмс Камерон и Џон Ландау | Препродукција  |

### Аватар(2009)
Прича се фокусира на епски сукоб на Пандори, насељеном месецу Полифема величине Земље, једном од три гасна гиганта који круже око Алфа Кентаура А. На Пандори, људски колонисти и осећајни хуманоидни домородачки становници Пандоре, на’ви, ратују око ресурса планете и постојања на’вија. Назив филма се односи на даљински контролисана, генетски модификована тела на’вија која користе људски ликови филма за интеракцију са домороцима.

### Аватар: Пут воде(2022)
Мало се зна о причи другог филма, али је познато да ће се радња филма одвијати неколико година након првог и да ће истраживати океане Пандоре. Филм је првобитно био планиран за децембар 2014. године, али је неколико пута одлаган и тренутно је заказан за 16. децембар 2022. Продукција је почела у августу 2017. Завршена је у септембру 2020.

### Аватар 3(2024)
Трећи филм ће уследити након другог, планиран за 20. децембар 2024. Интервјуи средином 2010. сугерисали су да ће трећи филм истраживати више о систему Алфа Кентаури, али сценарио није завршен до краја 2015. тако да се ово можда променило. Док су планирана два додатна наставка, њихово приказивање зависи од успеха другог и трећег филма.

### Аватар 4(2026)
Четврти филм планиран је за 18. децембар 2026, а косценариста је Шејн Салерно. Џон Ландау је рекао да је трећина Аватара 4 већ снимљена.

### Аватар 5(2028)
Пети филм је планиран за 22. децембар 2028.

## Улоге и екипа

### Улоге
| Улога                    | Филм              | Филм              | Филм              | Видео-игра                 | Представа                    |
| Улога                    | Аватар            | Пут воде          | Аватар 3          |                            | Торук — Први лет             |
| ------------------------ | ----------------- | ----------------- | ----------------- | -------------------------- | ---------------------------- |
| Улога                    | 2009.             | 2022.             | 2024.             | 2009.                      | 2015.                        |
| Џејк Сали                | Сем Вортингтон    | Сем Вортингтон    | Сем Вортингтон    |                            |                              |
| Нејтири                  | Зои Салдана       | Зои Салдана       | Зои Салдана       |                            |                              |
| пуковник Мајлс Кворич    | Стивен Ланг       | Стивен Ланг       | Стивен Ланг       | Стивен Ланг                |                              |
| Паркер Селфриџ           | Ђовани Рибизи     | Ђовани Рибизи     | Ђовани Рибизи     | Ђовани Рибизи              |                              |
| др Норм Спелман          | Џоел Дејвид Мур   | Џоел Дејвид Мур   | Џоел Дејвид Мур   |                            |                              |
| др Макс Пател            | Дилип Рао         | Дилип Рао         | Дилип Рао         |                            |                              |
| десетар Лајл Вејнфлит    | Мет Џералд        | Мет Џералд        | Мет Џералд        |                            |                              |
| Мо’ат                    | Си Си Ејч Паундер | Си Си Ејч Паундер | Си Си Ејч Паундер |                            |                              |
| др Грејс Огустин         | Сигорни Вивер     |                   |                   | Сигорни Вивер              |                              |
| Труди Чакон              | Мишел Родригез    |                   |                   | Мишел Родригез             |                              |
| Ејтукан                  | Вес Студи         |                   |                   |                            |                              |
| Цу’теј                   | Лаз Алонсо        |                   |                   |                            |                              |
| Кири                     |                   | Сигорни Вивер     | Сигорни Вивер     |                            |                              |
| Тоновари                 |                   | Клиф Кертис       | Клиф Кертис       |                            |                              |
| генерал Ардмор           |                   | Иди Фалко         | Иди Фалко         |                            |                              |
| капетан Мик Mick Скрозби |                   | Брендан Кауел     | Брендан Кауел     |                            |                              |
| др Карина Моуг           |                   | Мишел Јео         | Мишел Јео         |                            |                              |
| др Ијан Гарвин           |                   | Џемејн Клемент    | Џемејн Клемент    |                            |                              |
| Варанг                   |                   | Уна Чаплин        | Уна Чаплин        |                            |                              |
| Хавијер „Спајдер” Сокоро |                   | Џек Чампион       | Н/Д               |                            |                              |
| Нетејам                  |                   | Џејми Флатерс     | Н/Д               |                            |                              |
| Ло’ак                    |                   | Britain Dalton    | Н/Д               |                            |                              |
| Туктајери „Тук”          |                   | Тринити Блис      | Н/Д               |                            |                              |
| Циреја „Реја”            |                   | Бејли Бас         | Н/Д               |                            |                              |
| Ананг                    |                   | Филип Гељо        | Н/Д               |                            |                              |
| Ротексо                  |                   | Двејн Еванс Млађи | Н/Д               |                            |                              |
| Ронал                    |                   | Кејт Винслет      | Н/Д               |                            |                              |
| Н/Д                      |                   | Вин Дизел         | Н/Д               |                            |                              |
| Н/Д                      | Џи-Џеј Џоунс      |                   | Н/Д               |                            |                              |
| Н/Д                      |                   | Дејвид Тјулис     |                   |                            |                              |
| Ејбел Рајдер             |                   |                   |                   | Одри ВасилевскиКрис Еџерли |                              |
| Кендра Мидори            |                   |                   |                   | Кимберли Брукс             |                              |
| Далтон                   |                   |                   |                   | Кит Фергусон               |                              |
| Тан Џала                 |                   |                   |                   | Андре Сољузо               |                              |
| командант Фалко          |                   |                   |                   | Пол Ејдинг                 |                              |
| др Виктор Монроу         |                   |                   |                   | Грегори Алан Вилијамс      |                              |
| Свота                    |                   |                   |                   | Дејвид Кеј                 |                              |
| Рај’ук                   |                   |                   |                   | Кајл Хеберт                |                              |
| др Рене Харпер           |                   |                   |                   | Рон Орбах                  |                              |
| Бејда’амо                |                   |                   |                   | Emerson Brooks             |                              |
| шаман Оматикаје          |                   |                   |                   |                            | Ками ДаниоПрисила ле Фол     |
| Приповедач               |                   |                   |                   |                            | Рејмонд О’Нил                |
| Ралу                     |                   |                   |                   |                            | Габријел КристоЏеремаја Хјуз |
| Енту                     |                   |                   |                   |                            | Гијом ПаквинДанијел Крисп    |
| Цјал                     |                   |                   |                   |                            | Ђулија ПиолантиЗои Сабати    |

Напомена: Сива ћелија означава да се лик није појавио у том медијуму.

### Екипа
| Филм             | Музика          | Кинематографија | Монтажа                                                     | Издавачка кућа | Дистрибутер | Трајање    |
| ---------------- | --------------- | --------------- | ----------------------------------------------------------- | -------------- | ----------- | ---------- |
| Аватар           | Џејмс Хорнер    | Мауро Фиоре     | Џејмс Камерон, Џон Рефуа и Стивен Е. Ривкин                 |                |             | 162 минута |
| Аватар: Пут воде | Сајмон Френглен | Расел Карпентер | Џејмс Камерон, Џон Рефуоа, Дејвид Бренер & Стивен Е. Ривкин |                | Н/Д         |            |
| Аватар 3         | Сајмон Френглен | Расел Карпентер | Џејмс Камерон, Џон Рефуоа, Дејвид Бренер & Стивен Е. Ривкин | Н/Д            |             |            |

## Пријем
Први филм је приказиван од 18. децембра 2009. Од 27. децембра 2009., а буџет за филм је износио 237 милиона долара и процењених 150 милиона долара за маркетинг. Тренутно је филм са највећом зарадом у историји, зарадивши 2.847.246.203 долара широм света. Филм је такође изнедрио бројну робу, као што је серију видео-игара, књиге водиче и друге колекционарске предмете. Добио је позитивне критике и бројне награде.

### Зарада
| Филм             | Година | Зарада          | Зарада           | Зарада         | Ранг зараде              | Ранг зараде       | Буџет (у милионима) | Референца |
| Филм             | Година | Северна Америка | Друге територије | Широм света    | Икада у Северној Америци | Икада широм света | Буџет (у милионима) | Референца |
| ---------------- | ------ | --------------- | ---------------- | -------------- | ------------------------ | ----------------- | ------------------- | --------- |
| Аватар           | 2009.  | 760.507.625$    | 2.086.872.169$   | 2.847.379.794$ | 4.                       | 1.                | 237 милиона $       | [ 8 ]     |
| Аватар: Пут воде | 2022.  | Н/Д             | Н/Д              | Н/Д            | Н/Д                      | Н/Д               | 250 милиона $       | [ 9 ]     |
| Аватар 3         | 2024.  | Н/Д             | Н/Д              | Н/Д            | Н/Д                      | Н/Д               | 250 милиона $       | [ 9 ]     |
| Аватар 4         | 2026.  | Н/Д             | Н/Д              | Н/Д            | Н/Д                      | Н/Д               | 250 милиона $       | [ 9 ]     |
| Аватар 5         | 2028.  | Н/Д             | Н/Д              | Н/Д            | Н/Д                      | Н/Д               | 250 милиона $       | [ 9 ]     |
| Укупно           | Укупно | $760507625      | $2086872169      | $2847379794    |                          |                   | $1,237 милијарди    | [ 10 ]    |

### Критике критичара и публике
| Филм | Критичари | Критичари           | Публика           | Публика |
| ---- | --------- | ------------------- | ----------------- | ------- |
| Филм | Аватар    | 82% (319 рецензија) | 83 (35 рецензија) | [ 13 ]  |

### Награде
| Категорија        |            |
| Категорија        | Аватар     |
| ----------------- | ---------- |
| Филм              | Номинација |
| Редитељ           | Номинација |
| Сценографија      | Освојено   |
| Фотографија       | Освојено   |
| Монтажа           | Номинација |
| Оригинална музика | Номинација |
| Монтажа звука     | Номинација |
| Миксовање звука   | Номинација |
| Визуелни ефекти   | Освојено   |

## Музика

### Саундтрек
| Назив | Година | Трајање | Композитор   | Издавачка кућа |
| ----- | ------ | ------- | ------------ | -------------- |
|       | 2009.  | 78.51   | Џејмс Хорнер | ,              |